# Pere Fullana Mas
|  | No s'ha de confondre amb Pere Fullana Puigserver. |

Pere Fullana Mas   (Manacor, 1961) és un director de teatre, dramaturg i professor d'interpretació mallorquí. Ha estat membre fundador dels grups Iguana Teatre (1983), L'Ombra del Cranc (1998) i Teatre de la Sargantana (1995). És un dels patrons vitalicis de la Fundació Teatre del Mar de Palma.

## Biografia

### Formació
Es va llicenciar en interpretació a l'Institut del Teatre de Barcelona i després va estudiar a l'Escola Internacional de Teatre Jacques Lecoq de París, gràcies a una beca del Ministeri de Cultura i el Consell de Mallorca. Així mateix, va cursar el Màster Interuniversitari d'Estudis Teatrals a la Universitat Autònoma de Barcelona.

### Carrera
Va començar a fer carrera el 1985 i al llarg del temps s'ha encarregat de més de 50 obres teatrals, d'entre les quals La importància de ser Frank d'Oscar Wilde, Rondaies d'Antoni Maria Alcover i Nits blanques de Fiódor Dostoievski. Compagina la direcció teatral amb la traducció, l'adaptació, la dramatúrgia i la docència. Les dues obres de creació pròpia que ha estrenat són Mansel i el purgatori i Memòria d'en Julià, de les quals la segona va tenir molt ressò.
El curs 1994-1995, en la seva estada a París, va treballar com a assistent de direcció de Lluís Pasqual al Théatre Odeon. En tornar, el mateix any acadèmic, va exercir com a professor d'interpretació a l'Aula de Teatre de la Universitat de les Illes Balears. A més, ha ensenyat en cursos organitzats per l'Ajuntament de Palma, el Govern de les Illes Balears i la Fundació Teatre del Mar, de la qual és patró vitalici. El 2007, va entrar a l'Escola Superior d'Art Dramàtic de les Illes Balears com a professor d'interpretació i com a cap del Departament d'Interpretació. Més tard, el curs 2012-2013, va passar a ser el director del centre per haver superat un concurs de mèrits específic.
A part, el 2012 va formar part del jurat del Premi Guillem d’Efak de textos de teatre infantil i juvenil, convocat per Sa Xerxa de Teatre Infantil i Juvenil de les Illes Balears, junt amb figures com Albert Plans, Caterina Valriu i Jaume Gomila. Actualment, forma part de l'Acadèmia de les Arts Escèniques d'Espanya.

### Controvèrsia
El febrer del 2023, la Conselleria d'Educació de les Illes Balears va obrir-li un expedient arran de la queixa de dues estudiants de l'ESADIB, que van assegurar que havia tingut «conductes inapropiades». En saber-ho, Fullana va aclarir públicament que no es tractava d'una acusació d'assetjament sexual, sinó que es referia a comentaris i exercicis fets a classe. Igualment, va posar el càrrec de director de l'ESADIB a disposició de la conselleria, que va optar per destituir-lo i acomiadar-lo, juntament amb l'aleshores secretari tècnic Martí Fons, ateses les denúncies internes de 56 alumnes i exalumnes del centre en contra seva. El va substituir interinament i definitivament Maite Villar, abans cap d'estudis. Tres mesos més tard que Fullana hagués estat destituït i acomiadat, amb l'efectuació de la investigació dels fets, la Fiscalia de Balears va decidir arxivar el cas, així que tant Fullana com Fons van demandar la Conselleria per acomiadament improcedent. L'agost del 2023, el Jutjat Social número 5 de Palma va desestimar la demanda. El març del 2024, el Tribunal Superior de Justícia de Balears va confirmar l'acomiadament ratificant la sentència del Jutjat Social, després que Fullana hi recorrés.

### Ideologia política
El 2019, en el context del Procés, va ser un dels 120 balears a signar una declaració de suport al moviment independentista català que es va adreçar a Quim Torra, Roger Torrent i Carles Puigdemont en nom de «la lluita per la llibertat i els drets humans», juntament amb figures com Josep de Luis Ferrer, Gabriel Ensenyat Pujol i Glòria Julià Estelrich.

## Premis
- Premi al millor espectacle teatral 2002 a la Fira d'Osca per Memòria d'en Julià[1]
- Finalista al premi Max a millor espectacle revelació 1999 per Altres veus[2]
- Finalista al premi Max a millor espectacle revelació 2002 per Memòria d'en Julià[2]
- Millor espectacle de la Temporada 2006 al Teatre del Mar per Memòria d'en Julià[1]
- Menció especial als Premis Ciutat de Barcelona 2006 de l'ICUB a La Mort de Vassili Karkov[1]
- Premi Escènica a la millor dramatúrgia 2011 per La rara anatomia dels centaures[1]
- Premi Atapib a la millor direcció 2018 per Llum trencada[14]
- Premi Ciutat de Palma d'Arts Escèniques 2019 per Llum trencada[14]